# Copa México 1962-63
La Copa México 1962-63 fue la edición número 47 de la competición, y la número 20 en la era profesional. Contó con la participación de los 14 equipos de la 
Primera División y se jugó con un formato de eliminación directa.
El torneo empezó el 20 de abril de 1963 y concluyó el 3 de junio de ese mismo año en el Estadio Olímpico Universitario de la Ciudad de México. El campeón fue el   Club Deportivo Guadalajara quien logró su primer título de copa tras vencer al Club de Fútbol Atlante  por marcador de 2 goles a 1.
Para esta edición se buscó organizar un torneo donde participaran todos los equipos de la Primera y Segunda División, sin embargo por falta de acuerdo no se pudo realizar de dicha manera. 
Este torneo presentó como innovación el permiso para realizar dos cambios durante el primer tiempo del juego. Cabe recordar que en esos años las reglas de sustitución aún no eran establecidas por la FIFA.

## Sistema de  competencia
En las dos ediciones de Copa anteriores, la Federación Mexicana de Fútbol había optado por utilizar un modelo de competencia distinto al tradicional, con el fin de probar nuevas opciones y comprobar resultados. Tras el poco interés que se generó en el público, los directivos coincidieron en regresar el sistema de eliminación directa.
Esta edición de la Copa utilizó un modelo tradicional, donde el equipo con mayor número de goles en el marcador global avanzaba a la siguiente ronda y el perdedor dejaba la competencia.

## Equipos por Entidad Federativa
Las entidades federativas de la República Mexicana con más equipos profesionales en el certamen fueron Distrito Federal y Jalisco con cuatro equipos.
| Monterrey Atlas Guadalajara Nacional Oro Morelia Toluca UNAM América Atlante Tampico Irapuato León Necaxa |

| Entidad Federativa | N.º | Equipos                            |
| ------------------ | --- | ---------------------------------- |
| Distrito Federal   | 4   | América, Atlante, Necaxa, UNAM     |
| Jalisco            | 4   | Atlas, Guadalajara, Nacional y Oro |
| Guanajuato         | 2   | Irapuato, León                     |
| Estado de México   | 1   | Toluca                             |
| Michoacán          | 1   | Morelia                            |
| Nuevo León         | 1   | Monterrey                          |
| Tamaulipas         | 1   | Tampico                            |

## Ronda Preliminar
Antes de iniciar con los cuartos de final, se realizó una ronda preliminar donde sólo participaron 12 de los 14 equipos. A Irapuato y Atlante se les concedió una exención, por lo que pasaron a la siguiente ronda sin tener que jugar. Esto fue necesario ya que el número de participantes en la competición no era potencia de dos.

### Juegos
El primer juego de la ronda preliminar se llevó a cabo el día sábado 20 de abril de 1963 en la ciudad de Monterrey, Nuevo León, entre las escuadras del Club de Fútbol Monterrey y el Club León. La jornada continuó el día domingo 21 de abril con los duelos Guadalajara - Tampico,  Toluca - Nacional y América - Morelia. Concluyó el día jueves 25 de abril con los encuentros Atlas - Universidad y Necaxa - Oro.
El día sábado 27 de abril se realizó  el primer juego de vuelta en la ciudad de Tampico, Tamaulipas. enfrentándose los equipos de Tampico y Guadalajara. Para el domingo 28 de abril se realizaron tres encuentros, Nacional - Toluca,  León - Monterrey y  Morelia -  América. La jornada concluyó el día jueves 2 de mayo con los duelos Universidad - Atlas y Oro - Necaxa.

### Resultados
| Local ida   | Resultado global | Local vuelta | Ida | Vuelta |
| ----------- | ---------------- | ------------ | --- | ------ |
| Monterrey   | 1-2              | León         | 1-0 | 0-2    |
| Guadalajara | 4-3              | Tampico      | 2-3 | 2-0    |
| Toluca      | 2-3              | Nacional     | 1-0 | 1-3    |
| América     | 6-5              | Morelia      | 5-3 | 1-2    |
| Atlas       | 2-4              | Universidad  | 1-2 | 1-2    |
| Necaxa      | 2-4              | Oro          | 0-2 | 2-2    |

## Ronda eliminatoria
|  | Cuartos de final | Cuartos de final | Cuartos de final |       |             | Semifinales     | Semifinales     | Semifinales     |  |  | Final      | Final      | Final      |
|  | 5 - 12 de mayo   | 5 - 12 de mayo   | 5 - 12 de mayo   |       |             | 19 - 26 de mayo | 19 - 26 de mayo | 19 - 26 de mayo |  |  | 2 de junio | 2 de junio | 2 de junio |
|  |                  |                  |                  |       |             |                 |                 |                 |  |  |            |            |            |
|  | Guadalajara      | 2                | 4                |       |             |                 |                 |                 |  |  |            |            |            |
|  | Nacional         | 0                | 0                |       |             |                 |                 |                 |  |  |            |            |            |
|  | Nacional         | 0                | 0                |       | Guadalajara | 2               | 3               |                 |  |  |            |            |            |
|  |                  |                  |                  |       | Guadalajara | 2               | 3               |                 |  |  |            |            |            |
|  |                  | Oro              | 1                | 0     |             |                 |                 |                 |  |  |            |            |            |
|  | Oro (p)          | Oro              | 1                | 0     | 3           | 1 (7)           |                 |                 |  |  |            |            |            |
|  | Oro (p)          |                  |                  |       | 3           | 1 (7)           |                 |                 |  |  |            |            |            |
|  | Irapuato         | 4                | 0 (6)            |       |             |                 |                 |                 |  |  |            |            |            |
|  |                  |                  |                  |       |             |                 |                 |                 |  |  | Atlante    | 1          |            |
|  |                  |                  | Guadalajara      | 2     |             |                 |                 |                 |  |  |            |            |            |
|  | Universidad      | 1                | 0                |       |             |                 |                 |                 |  |  |            |            |            |
|  | América          | 0                | 0                |       |             |                 |                 |                 |  |  |            |            |            |
|  | América          | 0                | 0                |       | Atlante (p) | 2               | 0 (3)           |                 |  |  |            |            |            |
|  |                  |                  |                  |       | Atlante (p) | 2               | 0 (3)           |                 |  |  |            |            |            |
|  |                  | Universidad      | 2                | 0 (2) |             |                 |                 |                 |  |  |            |            |            |
|  | Atlante          | Universidad      | 2                | 0 (2) | 0           | 3               |                 |                 |  |  |            |            |            |
|  | Atlante          |                  |                  |       | 0           | 3               |                 |                 |  |  |            |            |            |
|  | León             | 1                | 0                |       |             |                 |                 |                 |  |  |            |            |            |

### Cuartos de final
Los cuatro partidos de ida se disputaron el domingo 5 de mayo de 1963. El primer partido de vuelta se jugó el jueves 9 de mayo, los siguientes dos fueron el domingo 12 de mayo y el restante se jugó el jueves 16 de mayo.
Nacional - Guadalajara
| 5 de mayo de 1963 | Nacional | 0:2 (0:0) | Guadalajara              | Estadio Jalisco, Guadalajara      |                                   |
|                   |          |           | Reyes 66' · Arellano 80' | Árbitro(s): Abel Aguilar Elizalde | Árbitro(s): Abel Aguilar Elizalde |

| 9 de mayo de 1963 | Guadalajara                                  | 4:0 (3:0) | Nacional | Estadio Jalisco, Guadalajara |                             |
|                   | Díaz 14', 45' · Valdivia 34' · Hernández 90' |           |          | Árbitro(s): Alfonso Herrera  | Árbitro(s): Alfonso Herrera |

Irapuato - Oro
| 5 de mayo de 1963 | Irapuato                            | 4:3 (1:1) | Oro                                 | Estadio Revolución, Irapuato |                             |
|                   | Palato 10', 59' · Belmonte 49', 56' |           | Amaury 20' · Navarro 66' · Neco 77' | Árbitro(s): Fernando Buergo  | Árbitro(s): Fernando Buergo |

| 12 de mayo de 1963 | Oro                                                          | 1:0 (0:0) (7:6 p.)         | Irapuato                                                                                                  | Estadio Jalisco, Guadalajara |                           |
|                    | Navarro 70'                                                  |                            | | Árbitro(s): Felipe Buergo    | Árbitro(s): Felipe Buergo |
|                    |                                                              | Tiros desde el punto penal | |                              |                           |
|                    | Peña · Peña · Peña · Peña · Peña · Peña · Peña · Peña · Peña |                            | Hernández · Hernández · Hernández · Hernández · Hernández · Hernández · Hernández · Hernández · Hernández |                              |                           |

Universidad - América
| 5 de mayo de 1963 | UNAM     | 1:0 (1:0) | América | Estadio Olímpico Universitario, Ciudad de México |                               |
|                   | Saui 43' |           |         | Árbitro(s): Rafael Valenzuela                    | Árbitro(s): Rafael Valenzuela |

| 5 de mayo de 1963 | América | 0:0 | UNAM | Estadio Olímpico Universitario, Ciudad de México |  |
|                   |         |     |      | Árbitro(s): Ramiro García                        |  |

León - Atlante
| 5 de mayo de 1963 | León          | 1:0 (1:0) | Atlante | Estadio La Martinica, León |                           |
|                   | Rodríguez 33' |           |         | Árbitro(s): David Ledezma  | Árbitro(s): David Ledezma |

| 12 de mayo de 1963 | Atlante                        | 3:0 (2:0) | León | Estadio Olímpico Universitario, Ciudad de México |                          |
|                    | Lara 30' · Orta 31' · Soto 69' |           |      | Árbitro(s): Héctor Ortiz                         | Árbitro(s): Héctor Ortiz |

### Semifinales
Los juegos de ida de las semifinales se disputaron el día domingo 19 de mayo de 1963 y los de vuelta una semana después el domingo 26 de mayo.
Oro - Guadalajara
| 19 de mayo de 1963 | Oro           | 1:2 (1:1) | Guadalajara              | Estadio Jalisco, Guadalajara |                             |
|                    | Rodríguez 15' |           | Reyes 25' · Arellano 75' | Árbitro(s): Fernando Buergo  | Árbitro(s): Fernando Buergo |

| 26 de mayo de 1963 | Guadalajara                 | 3:0 (1:0) | Oro | Estadio Jalisco, Guadalajara |                          |
|                    | Moreno 24', 85' · Reyes 77' |           |     | Árbitro(s): Héctor Ortiz     | Árbitro(s): Héctor Ortiz |

Universidad - Atlante
| 19 de mayo de 1963 | UNAM                        | 2:2 (1:1) | Atlante                 | Estadio Olímpico Universitario, Ciudad de México |                           |
|                    | Regueiro 7' · Rodríguez 87' |           | Soto 17' · Alvarado 61' | Árbitro(s): Felipe Buergo                        | Árbitro(s): Felipe Buergo |

| 26 de mayo de 1963 | Atlante            | 0:0 (3-2 p.)               | UNAM               | Estadio Olímpico Universitario, Ciudad de México |  |
|                    |                    |                            |                    | Árbitro(s): Rafael Valenzuela                    |  |
|                    |                    | Tiros desde el punto penal |                    |                                                  |  |
|                    | Soto · Soto · Soto |                            | Saui · Saui · Saui |                                                  |  |

### Final
| 1  | PO | Jaime Gómez        |     |
| 2  | DF | Arturo Chaires     |     |
| 3  | DF | Ignacio Sevilla    |     |
| 4  | DF | Ignacio Salas      |     |
| 5  | MC | Juan Jasso         |     |
| 6  | MC | Agustín Moreno     |     |
| 7  | MC | Javier Barba       |     |
| 8  | DE | Salvador Reyes     |     |
| 9  | DE | Raúl Arellano      | 43' |
| 10 | DE | Javier Valdivia    |     |
| 11 | MC | Isidoro Díaz       |     |
| DT | DT | Javier de la Torre |     |

| 1  | PO | Walter Ormeño         |     |
| 2  | DF | Marco Antonio Ramírez |     |
| 3  | DF | Francisco Majewski    |     |
| 4  | DF | José Antonio Roca     |     |
| 5  | MC | Cesáreo Mendoza       |     |
| 6  | MC | Germán del Olmo       | 43' |
| 7  | MC | Manuel Orta           |     |
| 8  | DE | Carlo Chavaño         |     |
| 9  | DE | Luis Alvarado         |     |
| 10 | DE | Juan Soto             |     |
| 11 | DE | Armando Macías        |     |
| DT | DT | Otto Vieira           |     |

| 9 | DE | Héctor Hernández | 43' |

| 6 | MC | Salvador Farfán | 43' |

|  | 33' | Isidoro Díaz | 1-0 |
|  | 35' | Javier Barba | 2-0 |
|  |     |              |     |

|  | 75' | Carlo Chavaño | 2-1 |

| Árbitro: | Fernando Buergo |

| 1  | PO | Jaime Gómez        |     |
| 2  | DF | Arturo Chaires     |     |
| 3  | DF | Ignacio Sevilla    |     |
| 4  | DF | Ignacio Salas      |     |
| 5  | MC | Juan Jasso         |     |
| 6  | MC | Agustín Moreno     |     |
| 7  | MC | Javier Barba       |     |
| 8  | DE | Salvador Reyes     |     |
| 9  | DE | Raúl Arellano      | 43' |
| 10 | DE | Javier Valdivia    |     |
| 11 | MC | Isidoro Díaz       |     |
| DT | DT | Javier de la Torre |     |

| 1  | PO | Walter Ormeño         |     |
| 2  | DF | Marco Antonio Ramírez |     |
| 3  | DF | Francisco Majewski    |     |
| 4  | DF | José Antonio Roca     |     |
| 5  | MC | Cesáreo Mendoza       |     |
| 6  | MC | Germán del Olmo       | 43' |
| 7  | MC | Manuel Orta           |     |
| 8  | DE | Carlo Chavaño         |     |
| 9  | DE | Luis Alvarado         |     |
| 10 | DE | Juan Soto             |     |
| 11 | DE | Armando Macías        |     |
| DT | DT | Otto Vieira           |     |

| 9 | DE | Héctor Hernández | 43' |

| 6 | MC | Salvador Farfán | 43' |

|  | 33' | Isidoro Díaz | 1-0 |
|  | 35' | Javier Barba | 2-0 |
|  |     |              |     |

|  | 75' | Carlo Chavaño | 2-1 |

| Árbitro: | Fernando Buergo |

|                                 |
| Campeón Guadalajara 1.er título |